# ماجستير العلوم في الهندسة
ماجستير العلوم في الهندسة (MSE) أو ماجستير العلوم الهندسية هو درجة الدراسات العليا الأكاديمية التي تمنحها الجامعات في العديد من البلدان. ويختلف عن ماجستير الهندسة (درجة مهنية).
يمكن أن يتطلب الحصول على هذه الدرجة إكمال أطروحة وتؤهل حاملها للتقدم لبرنامج يؤدي إلى دكتوراه في الهندسة، في حين أن درجة ماجستير الهندسة يمكن أن تتطلب إكمال مشروع بدلاً من أطروحة وعادةً لا تؤهل حاملها للتقدم للحصول على درجة الدكتوراه أو الدكتوراه في العلوم الهندسية.
يعتبر الدرجة معادلا لدرجة الدبلوم في الهندسة في البلدان التي ليس لديها تمييز محدد بين ماجستير العلوم في الهندسة وماجستير الهندسة.